# Слободан Душанић
Слободан Душанић (Сомбор, 22. март 1939 — Београд, 12. децембар 2012) био је српски историчар и академик САНУ.

## Биографија
Школовао се у Београду. Завршио је класичну гимназију и класичну филологију на Филозофском факултету у Београду. Године 1961. је дипломирао а асистент на предмету Историја старог века постао је 1962. године. Постдипломске студије завршио је 1965. радом Басијане и његова територија а докторирао је дисертацијом Аркадски савез IV века 1969. године. За доцента је изабран 1970. а за редовног професора 1983. Дописни члан САНУ постао је 1991. а редовни 2000. године. Био је управник Центра за античку епиграфику и нумизматику. Предавао је као гостујући професор на Универзитету у Лиону и Државном универзитету Илиноиса.
Његов научни рад везан је за античку историју. Највећу пажњу привлачи хеленска историја 4. века пре нове ере. Такође се бави и помоћним историјским наукама, нумизматиком и епиграфиком. Поред дисертације о античкој грчкој написао је књигу Историја и политика у Платоновим законима 1990. године. На пољу римске историје бавио се изучавањем војних диплома као специфичном врстом историјских извора, историјом рударства као привреде гране која је нарочито добро била развијена у балканским провинцијама, ковницама и натписима на територији Балкана, а нарочито на територији Горње Мезије. Учествовао је на већем броју научних скупова о античкој нумизматици, римском лимесу, епиграфици, рударству као и на међународним састанцима посвећеним Платону .